# Penetretus
Penetretus is een geslacht van kevers uit de familie van de loopkevers (Carabidae). De wetenschappelijke naam van het geslacht is voor het eerst geldig gepubliceerd in 1865 door Motschulsky.

## Soorten
Het geslacht Penetretus omvat de volgende soorten:
- Penetretus andalusicus (Reitter, 1897)
- Penetretus imitator Zamotajlov, 1990
- Penetretus nebrioides (Vuillefroy, 1866)
- Penetretus rufipennis (Dejean, 1828)
- Penetretus temporalis Bedel, 1909